# Луис-Поттер, Кин
Кин Уи́льям Лу́ис-По́ттер (англ. Keane William Lewis-Potter, произношение [ 'lu:ɪs 'pɔtə]; 22 февраля 2001, Кингстон-апон-Халл) — английский футболист, нападающий клуба «Брентфорд».

## Клубная карьера
Уроженец Кингстон-апон-Халл, Луис-Поттер является воспитанником футбольной академии местного клуба «Халл Сити». 6 января 2019 года дебютировал в основном составе «тигров» в матче Кубка Англии против «Миллуолла».
В марте 2019 года отправился в аренду в «Брэдфорд Парк Авеню». С марта по май провёл за команду 5 матчей в Северной Национальной лиге.
9 ноября 2019 года дебютировал за «Халл Сити» в Чемпионшипе, выйдя на замену Леонарду Лопишу в матче против «Вест Бромвич Альбион». 30 ноября 2019 года забил свой первый гол за клуб, выйдя на замену в матче против «Барнсли».
В сезоне 2020/21 помог «Халл Сити» выиграть Лигу 1, забив 13 голов в рамках лиги.
В мае 2022 года получил три клубные награды «Халл Сити»: лучшего игрока сезона по версии игроков, по версии болельщиков и по версии главного тренера клуба.
12 июля 2022 года перешёл в клуб Премьер-лиги «Брентфорд», подписав шестилетний контракт. Сумма трансфера составила 16 млн фунтов, но может вырасти до 20 млн фунтов с учётом бонусов. 7 августа 2022 года дебютировал за «Брентфорд» в матче Премьер-лиги против «Лестер Сити», выйдя на замену Бену Ми.

## Карьера в сборной
В марте 2022 года получил вызов в сборную Англии до 21 года на предстоящие матчи отборочного турнира к молодёжному чемпионату Европы. 29 марта дебютировал за сборную до 21 года в матче против сверстников из Албании, выйдя на замену Нони Мадуэке.

## Достижения

### Командные достижения
Халл Сити
- Чемпион Лиги 1: 2020/21

### Личные достижения
- Молодой игрок месяца Английской футбольной лиги: сентябрь 2020[13]
- Игрок года «Халл Сити»: 2021/22[7]
- Игрок года «Халл Сити» по версии игроков: 2021/22[7]
- Игрок года «Халл Сити» по версии болельщиков: 2021/22[7]